# Лищук, Адольф Иванович
Адольф Иванович Лищук (укр. Адольф ІвановичЛіщук; 4 декабря 1937, Мощёная, Волынская область — 12 июня 2002, Одесса) — советский и украинский учёный, физиолог растений и эколог, доктор биологических наук (1991), профессор (1998); академик Национальной академии аграрных наук Украины (1995), директор Никитского ботанического сада в 1992—1999 годах.
Автор ряда научных работ и изобретений.

## Биография
Родился 4 декабря 1937 года в селе Мощёная Ковельского района Волынской области.
В 1963 году окончил Львовский университет (ныне Львовский национальный университет имени Ивана Франко).
С 1969 работал в Никитском ботаническом саду: с 1975 года — ученый секретарь, с 1981 года — заместитель директора по научной работе, с 1992 по 1999 год — директор. С 1999 года А. И. Лищук работал заведующим отдела экспериментальной биологии Никитского ботанического сада.
В 1970 году защитил кандидатскую диссертацию на тему «Физиологические особенности сортов алычи на различных подвоях в связи с их засухоустойчивостью». В 1991 году защитил докторскую диссертацию на тему «Физиология водообмена и засухоустойчивости плодовых культур».
Умер 12 июня 2002 года в Одессе. Был похоронен в родном селе.